# Фелтон (Делавер)
Фелтон (енгл. Felton) град је у Округу Кент у америчкој савезној држави Делавер. По попису становништва из 2010. у њему је живело 1.298 становника

## Демографија
| Група             | 2000.       | 2010.       |
| Белци             | 639 (81,5%) | 912 (70,3%) |
| Афроамериканци    | 91 (11,6%)  | 252 (19,4%) |
| Азијати           | 10 (1,3%)   | 22 (1,7%)   |
| Хиспаноамериканци | 17 (2,2%)   | 68 (5,2%)   |
| Укупно            | 784         | 1.298       |